# Маркос Гульйон
Маркос Гульйон (ісп. Marcos Gullón, нар. 30 вересня 1989, Мадрид) — іспанський футболіст, що грав на позиції півзахисника.
Виступав за молодіжну збірну Іспанії.

## Клубна кар'єра
Народився 30 вересня 1989 року в Мадриді. Займався футболом зокрема у системі підготовки гравців «Вільярреала». З 2008 року активно грав за другу команду «Вільярреал Б». Наступного року почав залучатися до складу головної команди клубу, утім протягом наступних трьох років виходив у її складі в іграх Ла-Ліги лише двічі.
На початку 2012 року перейшов до «Расінга» (Сантандер), де отримав значно більше ігрового часу, відіграв півроку в елітному дивізіоні, а згодом повний сезон у Сегунді.
Згодом у 2013–2017 роках грав за кордоном. По два сезони провів у кіпрському «Аполлоні» (Лімасол) та нідерландській «Роді» (Керкраде).
Повернувшись на батьківщину у 2017, приєднався до третьолігової «Фуенлабради», згодом грав на тому ж рівні за «Сан-Себастьян-де-лос-Реєс» та «Лас Росас», завершивши кар'єру виступами за останній 2021 року.

## Виступи за збірні
2006 року дебютував у складі юнацької збірної Іспанії (U-16), загалом на юнацькому рівні взяв участь у 21 грі, відзначившись двома забитими голами. У складі збірної 20-річних 2009 року був учасником тогорічної молодіжної першості світу.
Того ж 2009 року залучався до складу молодіжної збірної Іспанії. На молодіжному рівні зіграв у 3 офіційних матчах.

## Титули і досягнення
- Переможець Середземноморських ігор: 2009
- Володар Кубка Кіпру (1):

«Аполлон»: 2015-2016